# ジェームズ・シッキング
ジェームズ・シッキング（James Barrie Sikking、1934年3月5日 - 2024年7月13日）は、アメリカ合衆国の俳優、声優。ジェームズ・B・シッキング(James B. Sikking)とも表記される。
ロサンゼルス出身。UCLA演劇・映画・テレビ学部（en:UCLA School of Theater, Film and Television）とハワイ大学に学ぶ。
テレビドラマ『ヒルストリート・ブルース』のハワード・ハンター巡査部長役や、『ブルックリン74分署』のスタン・ジョナス警部役などで知られる。
2024年7月13日、ロサンゼルスの自宅で認知症により死去。90歳没。

## 主な出演作品

### 映画
- ファイブ・ガン/あらくれ五人拳銃 Five Guns West (1955) クレジットなし
- 大いなる野望 The Carpetbaggers (1964) クレジットなし
- 脱走特急 Von Ryan's express (1965) クレジットなし
- 電撃フリント・アタック作戦 In Like Flint (1967) クレジットなし
- 殺しの分け前/ポイント・ブランク Point Blank (1967)
- 殺し屋の烙印 Charro! (1969)
- 屋根の上の赤ちゃん Daddy's Gone A-Hunting (1969)
- 新・猿の惑星 Escape from the Planet of the Apes (1971) クレジットなし
- Gidget Gets Married (1972) テレビ映画
- 荒野の七人・真昼の決闘 The Magnificent Seven Ride! (1972)
- センチュリアン The New Centurions (1972)
- 恐怖の不時着飛行 Family Flight (1972) テレビ映画
- スコルピオ Scorpio (1973)
- スチュワーデス・恋のスクランブル Coffee, Tea or Me? (1973) テレビ映画
- 大統領専用機遭難す The President's Plane Is Missing (1973) テレビ映画
- 600万ドルの男/対決!サイボーグ国際誘拐シンジケート The Six Million Dollar Man: Solid Gold Kidnapping (1973) テレビ映画
- 暴走族・白昼の暴行魔 Outrage (1973) テレビ映画
- 電子頭脳人間 The Terminal Man (1974)
- 1932年・実録連邦警察 The F.B.I. Story: The FBI Versus Alvin Karpis, Public Enemy Number One (1974) テレビ映画
- 詐欺師ハリー/ 殺人者をハメろ Never Con a Killer (1977) テレビ映画
- 忘れられたケネディ～長男ジョー～ Young Joe, the Forgotten Kennedy (1977) テレビ映画
- カプリコン・1 Capricorn One (1977)
- 出逢い The Electric Horseman (1979)
- 普通の人々 Ordinary People (1980)
- コンペティション The Competition (1980)
- アウトランド Outland (1981)
- 密殺集団 The Star Chamber (1983)
- アップ・ザ・クリーク 激流スーパーアドベンチャー Up the Creek (1984)
- スタートレックIII ミスター・スポックを探せ! Star Trek III: The Search for Spock (1984)
- 黒い弾丸/オーエンス物語 The Jesse Owens Story (1984) テレビ映画
- モロン Morons from Outer Space (1985)
- ミスター・ソウルマン Soul Man (1986)
- デビルアイランド Bay Coven (1987) テレビ映画
- ラルフの痛快旅行夏休み Ollie Hopnoodle's Haven of Bliss (1988) テレビ映画
- ジェラシー/殺意のほほえみ Too Good To Be True (1988) テレビ映画
- カナディアン・エクスプレス Narrow Margin (1990)
- ファイナル・アプローチ Final Approach (1991)
- ジム・キャリーinロングウェイ・ホーム Doing Time on Maple Drive (1992) テレビ映画
- ペリカン文書 The Pelican Brief (1993)
- スペルバウンド Seduced by Evil (1994) テレビ映画
- 惑乱する女 Dare to Love (1995) テレビ映画
- 遥かなる栄光 In Pursuit of Honor (1995) テレビ映画
- マイク・タイソン/傷だらけのプライド Tyson (1995) テレビ映画
- ダニエル・スティール/標的 The Ring (1996) テレビ映画
- エアポート2001 Nowhere to Land (2000) テレビ映画
- SS-192 Submerged (2001) テレビ映画
- 2番目のキス Fever Pitch (2005)
- 近距離恋愛 Made of Honor (2008)

### テレビドラマ
- コンバット! Combat! (1963)
- アウター・リミッツ The Outer Limits (1963-1964)
- 母さんは28年型 My Mother the Car (1965-1966)
- 逃亡者 The Fugitive (1964-1966)
- FBIアメリカ連邦警察 The F.B.I. (1965-1974)
- ボナンザ Bonanza (1967-1968)
- 0012捕虜収容所 Hogan's Heroes (1968-1970)
- 四次元への招待 Night Gallery (1970-1971)
- スパイ大作戦 Mission: Impossible (1970, 1972)
- ママは太陽 The Doris Day Show (1970, 1973)
- モッズ特捜隊 The Mod Squad (1970, 1973)
- マニックス Mannix (1970, 1973)
- 命がけの青春/ザ・ルーキーズ The Rookies (1972-1973)
- ルーム222 Room 222 (1972-1973)
- 探偵キャノン Cannon (1972, 1974)
- 刑事コロンボ Columbo (1974) 第22話(第3シーズン) 第三の終章 Publish or Perish 警察官役(アンクレジット)
- リッチマン・プアマン/青春の炎 Rich Man, Poor Man - Book II (1976)
- 刑事デルベッキオ Delvecchio (1977)
- ロックフォードの事件メモ The Rockford Files (1977-1978)
- 地上最強の美女たち!チャーリーズ・エンジェル Charlie's Angels (1977, 1979)
- ハワイ5-0 Hawaii Five-O (1978)
- ヒルストリート・ブルース Hill Street Blues (1981-1987)
- 灰色の疑惑 Dress Gray (1986) ミニシリーズ
- 刑事ハンター Hunter (1989)
- 新80日間世界一周 Around the World in 80 Days (1989) ミニシリーズ
- CIA/薔薇の復讐 Brotherhood of the Rose (1989) ミニシリーズ
- 天才少年ドギー・ハウザー Doogie Howser, M.D. (1989-1993)
- ブルックリン74分署 Brooklyn South (1997-1998)
- 堕ちた弁護士 -ニック・フォーリン- The Guardian (2001-2002)
- ラリーのミッドライフ★クライシス Curb Your Enthusiasm (2004)

### テレビアニメ
- インヴェイジョンUSA Invasion America (1998)
- バットマン・ザ・フューチャー Batman Beyond (1999-2000)
- ロケット・パワー Rocket Power (2000)